# Pseudomonas
Pseudomonas é um gênero de bactérias gram-negativas, bacilares, ubíquas (amplamente encontradas em diversos ambientes) da família Pseudomonadaceae. A espécie mais patógena é a Pseudomonas aeruginosa que causa infecções respiratórias, urinárias ou bacteriemia oportunistas em pacientes hospitalizados, com cateteres ou imunodeprimidos, otite em crianças e conjuntivite em quem usa lentes. Possuem ampla resistência, exigindo cultivo e teste de sensibilidade a antibióticos para decidir o melhor tratamento.
Pessoas com diabetes, queimaduras e fibrose cística são particularmente mais vulneráveis. Infecções por pseudomonas podem ser tratadas com imipenem, meropenem, ciprofloxacina e gentamicina.

## Classificação
Recentemente, análises sequenciais de ARNr 16 S têm redefinido a taxonomia de muitas espécies bacterianas. Como resultado o gênero Pseudomonas inclui cepas tradicionalmente classificadas nos gêneros Chryseomonas e Flavimonas. Outras cepas previamente classificadas como Pseudomonas são agora pertencentes aos gêneros Burkholderia, Brevundimonas, Stenotrophomonas, Sphingomonas e Ralstonia.

## Espécies
P. aeruginosa group
P. aeruginosa
P. alcaligenes
P. anguilliseptica
P. argentinensis
P. borbori
P. citronellolis
P. flavescens
P. mendocina
P. nitroreducens
P. oleovorans
P. pseudoalcaligenes
P. resinovorans
P. straminea
P. chlororaphis group
P. aurantiaca
P. aureofaciens
P. chlororaphis
P. fragi
P. lundensis
P. taetrolens
P. fluorescens group
P. antarctica
P. azotoformans
'P. blatchfordae' 
P. brassicacearum
P. brenneri
P. cedrina
P. corrugata
P. fluorescens
P. gessardii
P. libanensis
P. mandelii
P. marginalis
P. mediterranea
P. meridiana
P. migulae
P. mucidolens
P. orientalis
P. panacis
P. proteolytica
P. rhodesiae
P. synxantha
P. thivervalensis
P. tolaasii
P. veronii
P. pertucinogena group
P. denitrificans
P. pertucinogena
P. putida group
P. cremoricolorata
P. fulva
P. monteilii
P. mosselii
P. oryzihabitans
P. parafulva
P. plecoglossicida
P. putida
P. stutzeri group
P. balearica
P. luteola
P. stutzeri
P. syringae group
P. amygdali
P. avellanae
P. caricapapayae
P. cichorii
P. coronafaciens
P. ficuserectae
'P. helianthi'
P. meliae
P. savastanoi
P. syringae
'P. tomato'
P. viridiflava
incertae sedis
P. abietaniphila
P. acidophila
P. agarici
P. alcaliphila
P. alkanolytica
P. amyloderamosa
P. asplenii
P. azotifigens
P. cannabina
P. coenobios
P. congelans
P. costantinii
P. cruciviae
P. delhiensis
P. excibis
P. extremorientalis
P. frederiksbergensis
P. fuscovaginae
P. gelidicola
P. grimontii
P. indica
P. jessenii
P. jinjuensis
P. kilonensis
P. knackmussii
P. koreensis
P. lini
P. lutea
P. moraviensis
P. otitidis
P. pachastrellae
P. palleroniana
P. papaveris
P. peli
P. perolens
P. poae
P. pohangensis
P. psychrophila
P. psychrotolerans
P. rathonis
P. reptilivora
P. resiniphila
P. rhizosphaerae
P. rubescens
P. salomonii
P. segitis
P. septica
P. simiae
P. suis
P. thermotolerans
P. tremae
P. trivialis
P. turbinellae
P. tuticorinensis
P. umsongensis
P. vancouverensis
P. vranovensis
P. xanthomarina